# Ragionula rosacea
Ragionula rosacea är en mossdjursart som först beskrevs av George Busk 1856. Enligt Catalogue of Life ingår Ragionula rosacea i släktet Ragionula och familjen Romancheinidae, men enligt Dyntaxa är tillhörigheten istället släktet Ragionula och familjen Umbonulidae. Arten har ej påträffats i Sverige. Inga underarter finns listade i Catalogue of Life.